# Беноа Сокал
Беноа Сокал (фр. Benoît Sokal; Брисел, 28. јун 1954 — Витри Ле Ремс, 28. мај 2021) био је белгијски стрип аутор и дизајнер рачунарских и видео-игара. Најпознатији је по стрипу Инспектор Канардо.

## Биографија
Рођен је у Бриселу 1954. Студирао је у Институту Сен Лик у Бриселу. Прве стрипове је објавио 1978. у часопису À Suivre. Креирао је стрип Инспектор Канардо у којем је насловни јунак детектив у лику антропоморфне патке склон цигаретама, алкохолу и фаталним женама.
Касније се запослио у софтверској фирми Microïds гдје је дизајнирао авантуристичке игре: Amerzone, Syberia, и Syberia II. Трећи дио ове игре најављен је за 2014. или 2015. Основао је своју фирму за видео-игре White Birds Productions, гдје је креирао игре Paradise и Sinking Island, док је игра Nikopol: Secrets of the Immortals такође направљена у његовом студију, али њу Сокал није дизајнирао.
Преминуо је 28. маја 2021. након дуге борбе са болешћу. 

## Видео-игре
- Amerzone (1999)
- Syberia (2002)
- Syberia II (2004)
- Paradise (2006)
- Sinking Island (2007)
- Nikopol: Secrets of the Immortals (2008)
- Syberia III (2014) (очекује се)

## Награде
- 1999: Награда Пиксел-Ина (категорија Игре) на деведесет деветом Имагина фестивалу, Монако
- 2002: GameSpy најбоља PC авантуристичка игра године
- 2003: нминација за најбољи дијалог на Међународном фестивалу стрипа у Ангулему.